# Воронов, Виктор Васильевич (экономист)
Виктор Васильевич Воронов (род. 1950) — советский и российский государственный и общественный  деятель, учёный, кандидат экономических наук, профессор.
Автор ряда книг, учебников, публикаций, статей и эссе по экономике, аудиту, финансовому менеджменту, о комсомоле, строителях, БАМе.

## Биография
Родился 9 декабря 1950 года в Чите.
Окончил среднюю школу в селе Черемхово Красночикойского района Читинской области, а затем в 1972 году — Иркутский политехнический институт (ныне Иркутский национальный исследовательский технический университет) по специальности «инженер-строитель». Кандидатскую диссертацию защитил в Высшей комсомольской школе при ЦК ВЛКСМ в 1987 году по специальности «политическая экономия».
Трудовую деятельность начал на строительстве Иркутского алюминиевого завода в городе Шелехов: работал мастером, прорабом; был секретарём комитета комсомола треста «Иркутскалюминстрой». Избирался и работал первым секретарём Шелеховского горкома ВЛКСМ, вторым секретарём Иркутского обкома комсомола, ответственным организатором Отдела рабочей молодёжи Центрального комитета ВЛКСМ (курировал строительство Байкало-Амурской железнодорожной магистрали), заместителем начальника управления Министерства транспортного строительства СССР, консультантом Института повышения квалификации Академии общественных наук при ЦК КПСС.
С 1991 года Виктор Воронов — директор Международной школы управления «Интенсив» Российской академии народного хозяйства и государственной службы при Президенте Российской Федерации (РАНХиГС). Профессор кафедры финансов и отраслевой экономики этой же академии; также профессор-совместитель кафедры «Государственное и муниципальное управление» Финансового университета при Правительстве РФ.
Член Союза писателей России, член Центрального правления  Общества дружбы "Россия-Япония», сопредседатель Литературного клуба «Иркутск-Москва» (Москва), член Международного оргкомитета «КОМСОМОЛУ — 100».

## Награды
- «Заслуженный экономист Российской Федерации» (Указ Президента РФ от 01.12.2008).
- Награждён орденом Дружбы народов и медалями, в числе которых медаль «За строительство Байкало-Амурской магистрали».